# Batalla del Atlántico
La batalla del Atlántico fue el enfrentamiento naval que tuvo como escenario de operaciones el océano Atlántico, prácticamente en toda su extensión, librado durante la Segunda Guerra Mundial entre los grandes navíos alemanes, los U-Boot comandados por el almirante Karl Dönitz y casi la totalidad de la Marina Real británica. 
Comenzó el 3 de septiembre de 1939 y duró hasta el final de la guerra. Conscientes de que la Kriegsmarine no podría derrotar a la Royal Navy británica, los marinos alemanes intentaron bloquear al Reino Unido, destruyendo los buques mercantes que le suministraban recursos. La insuficiencia de buques submarinos alemanes al inicio de la guerra y la superioridad tecnológica y numérica aliada al final de la misma, frustraron los planes alemanes desde el comienzo. Aunque la Kriegsmarine nunca puso en peligro de muerte a Gran Bretaña, causó muchos problemas de abastecimiento hasta principios de 1944, cuando la batalla se decantó definitivamente del lado aliado.

## Antecedentes: Primera Guerra Mundial y periodo de entreguerras
Durante la Primera Guerra Mundial, la formidable flota de guerra alemana dio bastantes quebraderos de cabeza al Almirantazgo Británico. Sin embargo, las preocupaciones británicas carecían de fundamento, ya que la mayoría de estas naves, salvo por alguna salida esporádica al Mar del Norte (batalla de Jutlandia), permanecieron en sus puertos durante toda la guerra. Pero ello no significaba que los barcos británicos estuvieran fuera de peligro, pues una nueva arma acababa de aparecer en escena: el submarino.
En efecto, mediante esta sigilosa arma los alemanes empezaron a atacar a los barcos mercantes que abastecían al Reino Unido, poniendo en peligro el abastecimiento de las islas británicas. En 1917, el número de barcos mercantes hundidos por submarinos alemanes era tan grande que el Almirantazgo Británico previó la rendición de su país si no hacían algo rápido. Sin embargo, la introducción del sistema de convoyes redujo drásticamente las pérdidas británicas, salvando al Reino Unido.
Debido al importante papel jugado por los sumergibles alemanes durante la guerra, no fue extraño que en el Tratado de Versalles se prohibiera a Alemania la construcción de más buques de esa clase. Sin embargo, la industria naval alemana no se detuvo y continuaría produciendo nuevos diseños, aunque para las Armadas de Finlandia y Turquía. 
Asimismo, Alemania comenzaba a acumular materiales para la producción de nuevos buques, incluidos submarinos. Finalmente, el Tratado Anglo-Alemán de 1935 permitió legalmente a Alemania aumentar su flota en forma sustancial y comenzar con la fabricación de nuevas unidades. Los primeros en producirse fueron los Tipo II-A y II-B, de tipo costero, asimismo ya en 1935 se producían los primeros submarinos del Tipo VII, con desplazamiento de entre 500 y 600 toneladas, armados con torpedos de 533 mm y con tripulaciones de 44 hombres; se convertirían en los principales submarinos de la flota alemana.

## El inicio de la guerra naval

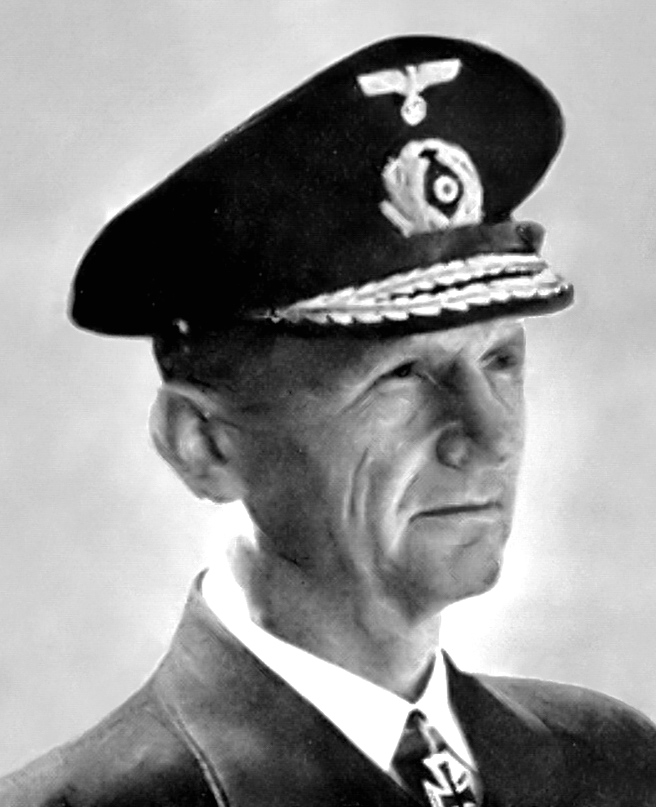
Gran Almirante Karl Dönitz. Siempre defendió la utilización del sumergible como el arma más práctica en la guerra naval.

El 3 de septiembre de 1939 el comandante superior de submarinos (conocidos como U-Boot en la jerga de la marina alemana, del alemán Untersee-Boot, nave submarina) de la Kriegsmarine tenía dieciocho sumergibles en total en el mar. El día 1 de septiembre de 1939, el entonces comodoro Karl Dönitz enviaba al Alto Mando Naval alemán su último memorándum, en donde subraya con insistencia el insuficiente desarrollo del arma submarina. El día 3, recibe un despacho del Alto Mando Naval en donde se le avisa que «El Reino Unido ha declarado la guerra».
El mismo día 3, el Alto Mando Naval celebra una conferencia en Berlín, en la cual estuvieron presentes el comandante en jefe, almirante Schniewind, el jefe del Estado Mayor General, almirante Fricke, el jefe de la Sección de Operaciones, capitán de fragata Wagner, el jefe del Tercer Negociado y el capitán de fragata Schulte-Mönting, jefe del Estado Mayor Especial del almirante Erich Raeder. Dicha reunión concluye con las siguientes palabras de Raeder: 

No podemos soñar con presentar batalla a la flota británica para aniquilarla. Nuestra única oportunidad reside en el ataque de las comunicaciones comerciales del enemigo, para lo cual los submarinos constituyen nuestra arma más eficaz. En consecuencia, tenemos necesidad de submarinos y más submarinos
Almirante Erich Raeder, 3 de septiembre de 1939, Berlín.#GGC11C

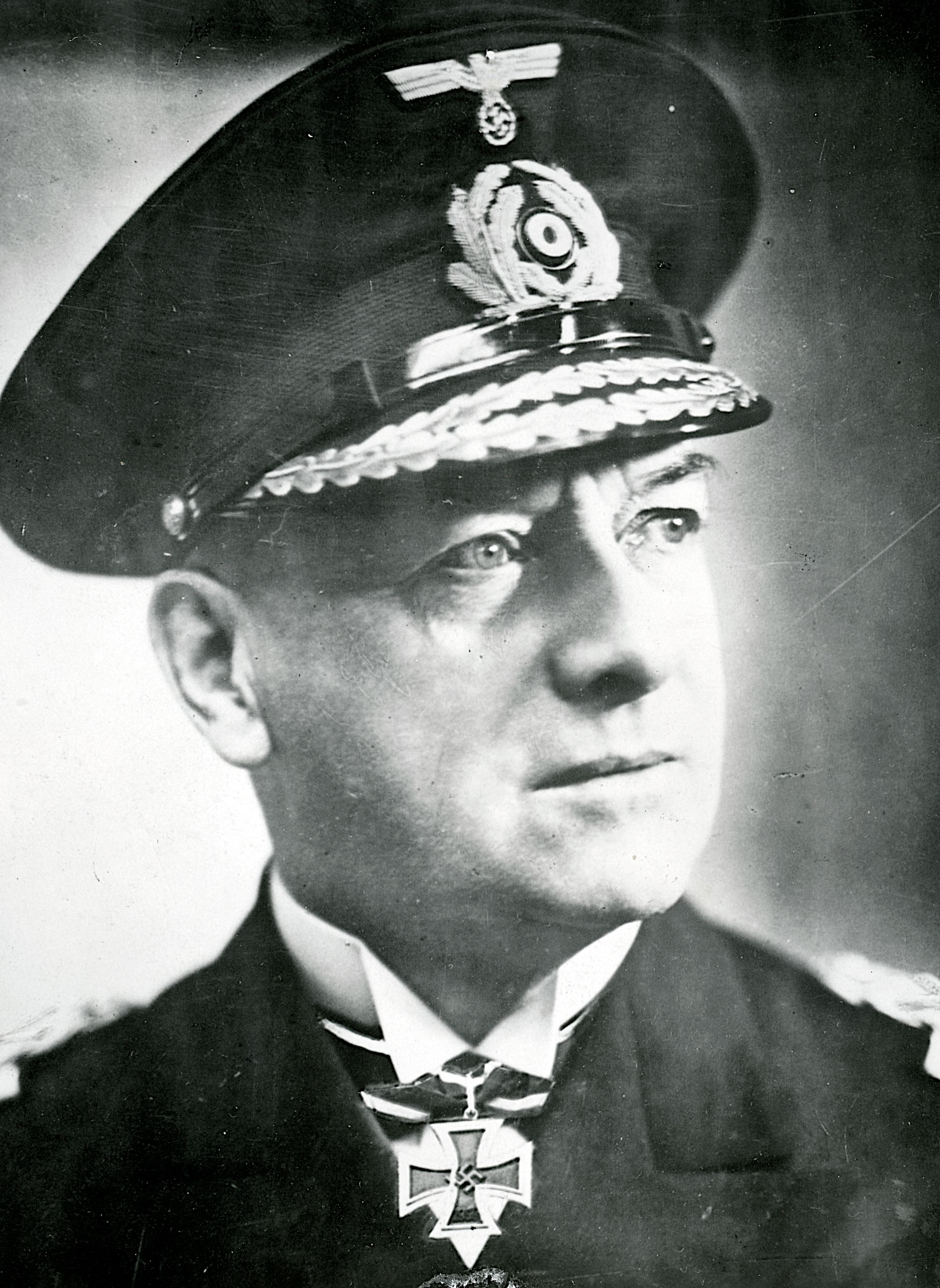
Almirante Erich Raeder. Intentó demostrar la vigencia de la flota de superficie en la Segunda Guerra Mundial, aunque las victorias de los U-Boot de Dönitz opacaron los pocos logros del primero.

Producto de aquel acuerdo, se modificaria el plan de construcciones navales para poner en servicio de 20 a 30 submarinos al mes. Ello implicaba abandonar o retrasar cuanto menos la construcción de unidades navales de superficie: acorazados, cruceros, etc.
La guerra se inició demasiado temprano para la Kriegsmarine. El agresivo plan de modernización de la flota alemana (el plan Z) prácticamente acababa de comenzar, y como los almirantes alemanes sabían, la Flota Metropolitana (Home Fleet) británica era muy superior en número a la Kriegsmarine alemana. Los británicos poseían en ese momento 15 acorazados, 62 cruceros, 7 portaaviones, 178 destructores y 56 submarinos. Por su parte, Alemania contaba con 3 acorazados de bolsillo, 2 cruceros de batalla, 8 cruceros y 21 destructores. De los 57 submarinos de que disponía Dönitz, solo 22 eran oceánicos del tipo VII y podían operar en el Atlántico. Además, estos submarinos eran muy viejos, ya que en la práctica eran utilizados solamente como sumergibles. Eran muy lentos bajo el agua, por lo cual tenían que permanecer casi todo el tiempo en la superficie, exponiéndose con ello a las patrullas británicas. A la hora de atacar, salían a la superficie, donde eran detectados fácilmente y, debido a su escaso blindaje, tenían que sumergirse para protegerse, permitiendo que los convoyes escapasen.
A pesar de todos estos inconvenientes, el almirante Karl Dönitz no se dejó desanimar. Siguió insistiendo en el incremento de la producción de U-Bootes, asegurando que con 300 buques modernos podrían hundir 700 000 toneladas de barcos mercantes al mes, poniendo de rodillas a Gran Bretaña y sufriendo pocas bajas. Para neutralizar la técnica del uso de convoyes, Dönitz propuso una táctica bautizada por él mismo como Rudel, traducida al español como «la manada de lobos». El plan de Dönitz consistía en dispersar a todos los U-Bootes por las rutas utilizadas por los convoyes. Cuando un sumergible detectara uno, lo comunicaría por radio a los demás, y todos los submarinos de la zona interceptarían al mismo tiempo al convoy, por la noche. El entusiasmo de Dönitz contagió a Hitler casi inmediatamente.

## La Batalla del Atlántico
La Batalla del Atlántico, como la bautizaron los británicos, acababa de comenzar, y la producción de submarinos alemanes era extremadamente inferior a las exigencias de Dönitz, por lo que era de esperar que al inicio la balanza de la batalla estuviera inclinada a favor de los británicos. Estos seguían confiando plenamente en los convoyes, que ahora contaban con buques de escolta equipados con sonar. La aparición de las cargas de profundidad brindó mayor seguridad a los británicos, que creían que sus rutas mercantes eran casi intocables, y en esta etapa de la guerra ciertamente lo eran. La Batalla del Atlántico puede dividirse en cinco etapas:

### Inicios: septiembre de 1939 - mayo de 1940

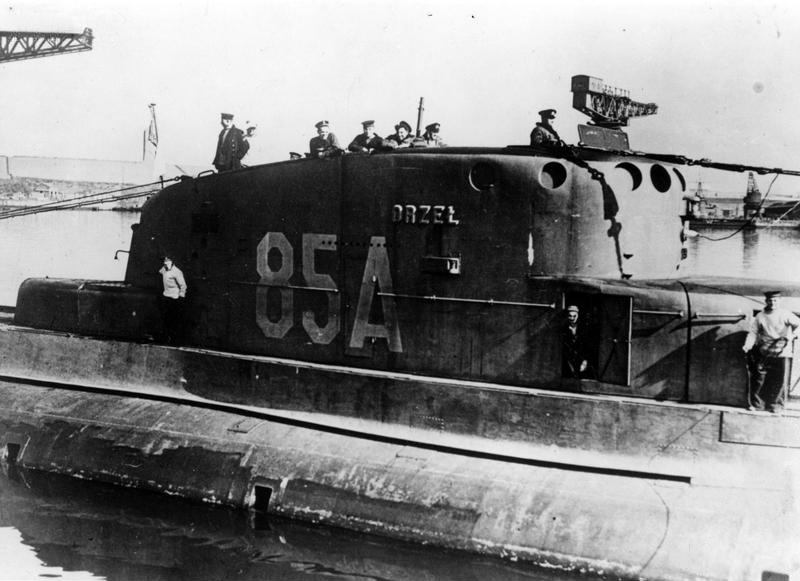
1939 submarino Polaco ORP Orzeł en Reino Unido. Destruidas durante la acción en el Atlántico en 1940

Con una flota de submarinos obsoletos, Alemania no podía hacer mucho. La mayoría de los submarinos gastaba casi todo su combustible en el viaje de ida y vuelta entre su puerto y Gran Bretaña, y una vez en el campo de batalla, los aviones de patrulla que rondaban por las costas británicas los detectaban fácilmente. 
El 3 de septiembre de 1939, apenas luego de iniciada la guerra, el submarino U-30 del capitán Fritz Julius Lemp lograba hundir al carguero SS Athenia, siendo este el primer buque británico hundido en el conflicto. Le siguieron en esta etapa, otros 222 barcos mercantes hundidos, tanto británicos como de otras naciones, que equivalen a 900 000 toneladas, una pérdida que el Reino Unido estaba preparada para soportar. El almirante Dönitz sabía que a este paso jamás ganarían la guerra y presionaba a Hitler para que construyera más submarinos. Sin embargo, el promedio de construcción de submarinos por mes fue de 2 en 1940.
En cuanto a las pérdidas entre los U-boat alemanes, el submarino U-39, del tipo IX, fue el primer U-boat en ser hundido en la Batalla del Atlántico, tras un fallido ataque sobre el portaaviones HMS Royal Oak y el posterior contraataque por sus escoltas. El U-39 fue hundido en la posición 58°32′N 11°49′W, el 14 de septiembre. 
Si bien los británicos también contaban con ventaja en el ámbito de la lucha de superficie, la hazaña del submarino U-47 comandado por Günther Prien en el famoso ataque a la base de Scapa Flow (14 de octubre de 1939), hundiendo al acorazado Royal Oak, y las emboscadas del acorazado de bolsillo Admiral Graf Spee, que fue acorralado en el Atlántico Sur, cambiaron la percepción del público alemán respecto a la supuesta debilidad de la Kriegsmarine. Otra importante victoria del arma submarina alemana en este periodo, fue hundimiento del portaaviones HMS Corageous, el 17 de septiembre, por el submarino U-29 del capitán Otto Schuhart, frente a las costas de Irlanda; en dicha acción murieron 519 tripulantes. Como resultado de los ataques de superficie y las minas submarinas, fueron hundidas otras 900 000 toneladas de barcos mercantes, aunque el monto no era aún suficiente para doblegar al Reino Unido.
Como medida de protección, el Reino Unido recurrió a la vieja táctica, ya usada en la Primera Guerra Mundial, de los convoyes protegidos por escoltas armados, empleando estos el sistema ASDIC (hoy conocido como sonar; desarrollado en conjunto entre Francia y el Reino Unido en 1916), y contraataques con cargas de profundidad. El primer convoy para asistir al Reino Unido zarpó desde Estados Unidos a inicios de septiembre y estaba compuesto de treinta y seis mercantes, protegidos por tres escoltas; confirmando la valía del sistema de convoyes. Esto, a su vez mostraba la inclinación de EE. UU. incluso antes de que declarara la guerra a Alemania en 1941, dos años más tarde de iniciada de la guerra. A través del programa Lend-Lease (préstamo y arriendo), le proveyeron al Reino Unido de los alimentos y armas suficientes para continuar el esfuerzo de guerra. Entre el total de material dado al Reino Unido mediante los convoyes, figuran decenas de miles de camiones, locomotoras, tanques, autos, motocicletas, piezas de artillería, 15 millones de pares de botas y 14 000 millones de libras de alimentos, así como incontables municiones de armas individuales. Inicialmente, la falta de una declaración de guerra entre EE. UU. y Alemania permitió cierta libertad de movimiento a los mercantes, que saliendo del continente americano eran escoltados por naves canadienses y estadounidenses hasta la mitad del trayecto, instancia en que traspasaban la tarea de escolta a buques de guerra ingleses.

### Tiempos felices: junio de 1940 - marzo de 1941

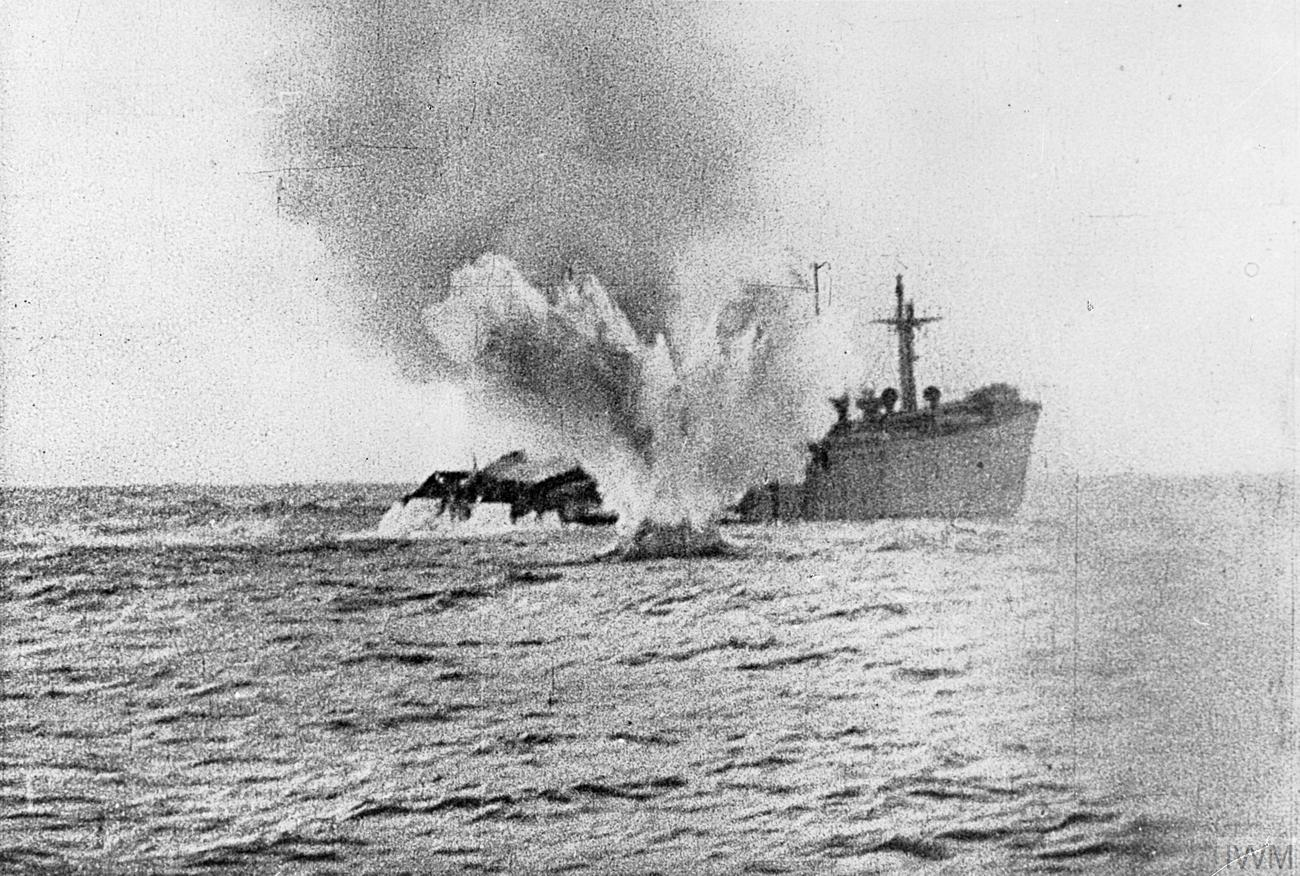
Un barco mercante británico es torpedeado por un U-Boot, aunque permanece a flote

La ocupación de Noruega, comenzada el 3 de abril de 1940, y la invasión de Francia iniciada el 9 de mayo de 1940, cambiaron el mapa geopolítico de forma adversa para el Reino Unido; Alemania ganaba de este modo acceso a las bases francesas de Burdeos, Brest, La Pallice (La Rochela), Lorient y Saint Nazaire, así como las bases de Trondheim y Bergen en Noruega. Asimismo, Alemania comenzaba a fortificar dichos puertos, construyendo grandes refugios de hormigón armado capaces de resistir las bombas de los aviones enemigos y albergar los submarinos en forma segura. Con la captura de dichos puertos, se eliminaba la necesidad de largos viajes hacia y desde la zona de combate, casi al límite del radio de acción de los submarinos. En cambio, las rutas marítimas estaban ahora muy próximas, permitiendo a los alemanes alcanzar el interior del Atlántico y las costas africanas, hundiendo a buques mercantes desprovistos de escolta aérea. Esta etapa de la guerra fue bautizada como los tiempos felices por los alemanes, ya que entre junio y noviembre de 1940 fueron hundidos 1 600 000 toneladas de barcos mercantes. Sin embargo, el Reino Unido se esforzó en aguantar estas pérdidas, ya que sabía que si permitía ser bloqueada, Alemania la invadiría.
Las capacidades alemanas en el Atlántico y en el Mediterráneo se vieron aumentadas cuando, el 10 de junio de 1940, el Reino de Italia le declaraba oficialmente la guerra a Gran Bretaña y Francia. Con ello la Armada Italiana se unía a la guerra naval, preparándose para asegurar las líneas de comunicación entre Italia y Libia y sus colonias del este de África. Desde la base BETASOM, en Burdeos (Francia), 32 submarinos italianos operaron en el Atlántico hundiendo 109 barcos aliados por un total de 593 864 toneladas, aunque eran más adecuados para el mar Mediterráneo que para el océano Atlántico.
En esta etapa inicial del conflicto, capitanes como Otto Kretschmer, Wolfgang Lüth y Günther Prien, alcanzaron su fama en acciones individuales porque todavía no se implementaba la manada de lobos. Los submarinos de estos lobos de mar pasaban debajo de los buques de escolta, que arrojaban cargas de profundidad formando verdaderos muros de fuego antisubmarinos. Si bien la pericia de los oficiales alemanes los ayudó a sobrevivir sus osadas incursiones, la mala puntería británica al usar las recién inventadas cargas de profundidad también fue un factor importante. En el caso del mencionado U-47 del capitán Günther Prien (reconocido por los ingleses como «El toro de Scapa Flow») finalmente fue hundido tras 9 patrullas de guerra y 24 buques hundidos (entre ellos el HMS Royal Oak). El U-47 es, tal vez, el más famoso caso de históricos submarinos hundidos en la Batalla del Atlántico cuyos restos no se han podido localizar y de hecho se desconoce la causa del hundimiento. El U-47 fue declarado perdido el 7 de marzo de 1941; se cree que fue hundido por el destructor HMS Wolverine al oeste de Irlanda, luego que este buque reportara un ataque sobre un submarino, aunque otros situaron el hundimiento al sur de Islandia. El buque Terje Viken se reconoce como la víctima final del U-47, hundido en posición 60°00′N 12°50′W; probablemente el U-47 fuera hundido cerca de ese punto. A su vez, también en marzo de 1941, la Kriegsmarine sufrió un duro golpe cuando tres de los Ases de los Abismos ―Joachim Schepke y los mencionados Otto Kretschmer y Günther Prien― fueron declarados capturados o muertos en batalla.

#### Las manadas de lobos (Rudeltaktik)
La táctica de la manada de lobos fue introducida a mediados de 1940. Las dos primeras manadas se formaron el 12 de junio de dicho año. Normalmente recibían el nombre del comandante del submarino que las lideraba; fueron la Prien (submarinos U-25, U-28, U-30, U-32, U-38, U-47 y U-51), que logró hundir 5 barcos entre ellos 3 del convoy HX47, y la Rösing (submarinos U-29, U-43, U-46, U-48 y U-101), que logró 4 blancos, dos de ellos del convoy SL64. La última manada formada, entre el 16 de abril y el 1 de mayo de 1945, fue la Faust; sus nueve submarinos lograron hundir 1 barco del convoy RA66, solo dos días antes de la rendición de Alemania.
En total entre el 12 de junio de 1940 y el 1 de mayo de 1945 se constituyeron 248 manadas. Las más numerosas, ambas con 34 unidades operando, fueron la Panther, del 6 al 20 de octubre de 1942, y la Meise, del 11 al 27 de abril del 43. La que obtuvo más éxitos, tanto en lo referente a blancos como a su deplazamiento, fue la West, que entre el 8 de mayo y el 20 de junio de 1941, logró hundir 33 barcos, con un desplazamiento de 191 414 t, y averiar otros 4 barcos, con un desplazamiento de 33 448 t.

### Recuperación británica: abril de 1941 - diciembre de 1941
Si por un tiempo pareció que los alemanes podían hacer frente a la flota más poderosa del planeta, el Reino Unido se recuperó de sus pérdidas, se reorganizó y tomó de nuevo la iniciativa en la batalla. En 1941, el almirante británico Percy Noble tomó el mando de la campaña antisubmarina en el Atlántico. Noble estaba convencido de la efectividad de los convoyes y adoptó medidas para regularizar la táctica. Ante la falta de buques de escolta, se utilizaron las corbetas, que eran baratas y ejecutaban la tarea de escolta de manera eficiente.
Los británicos empezaron entonces a recibir ayuda externa, primero de Canadá, que comenzó a escoltar los buques mercantes hasta la mitad de la travesía del Atlántico, luego de Estados Unidos, que en un primer momento cedió 50 destructores al Reino Unido a cambio de bases en el océano Atlántico. Además, el gobierno de los Estados Unidos dio la orden secreta de atacar a todos los submarinos alemanes aislados que encontraran, a pesar de que aún no estaban en guerra oficialmente con Alemania. Debido a que Canadá escoltaba a los convoyes en la parte occidental del Atlántico, y Reino Unido lo hacía desde la parte oriental, los U-Bootes atacaron en el centro del océano, donde los convoyes estaban más desprotegidos. Las costas de Sierra Leona también sirvieron de cementerio para una gran cantidad de convoyes. 

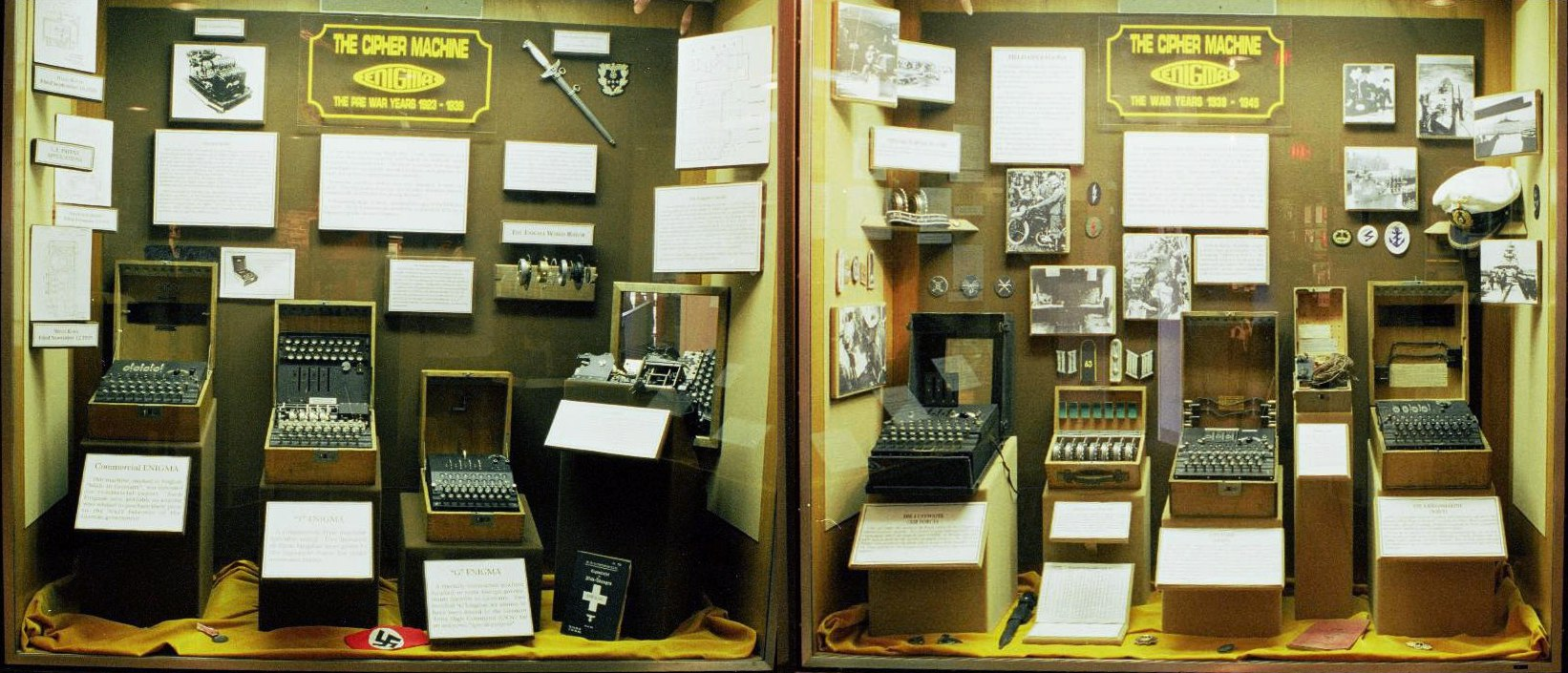
Al lograr descifrar la máquina alemana Enigma, los británicos se anotaron una gran victoria. En la fotografía se muestran varias máquinas Enigma

En esta época los criptoanalistas de Bletchley Park lograron desarrollar el programa Ultra, que permitía descifrar las transmisiones de la máquina criptográfica alemana Enigma, una tecnología que sin duda posibilitó a los Aliados localizar con mayor facilidad a los submarinos alemanes. La captura de los submarinos U-33 y U-110, especialmente de este último, fue crucial (se recuperaron los códigos y la máquina Enigma). El U-110 tiene la particularidad que al momento de su captura (9 de mayo de 1941) era comandado por el capitán Fritz Julius Lemp, quien hizo el primer hundimiento de la guerra. Poco después de estos hechos, los Aliados también pudieron detectar el origen de las transmisiones de radio de los submarinos, consiguiendo otra arma tecnológica importante contra Alemania.
Un famoso combate tuvo lugar cuando el gigante acorazado Bismarck, se batió a duelo con el crucero de batalla HMS Hood y el acorazado HMS Prince of Wales, poco después del amanecer del 24 de mayo de 1941; tras un intercambio de disparos, el HMS Hood sufrió una devastadora explosión, cuando su depósito de municiones explotara tras ser alcanzado; hundiéndose con grandes pérdidas en vidas (solo se salvaron 3 hombres, de 1418). El Prince of Wales también fue atacado, sufriendo graves daños. Es famosa la orden de Winston Churchill, «hundan el Bismarck»; efectivamente, cuando el Almirantazgo Británico se enteró de la aparición del Bismarck en el Atlántico, se inició la cacería. El acorazado alemán se hallaba navegando hacia Francia, cuando el 27 de mayo, apenas días después de su victoria, fue interceptado por una flotilla de cuatro buques. Posteriormente aviones torpederos Swordfish lanzados desde el portaaviones Ark Royal lo alcanzaron en su timón, permitiendo que la Home Fleet, bajo el mando del almirante John Tovey, la Fuerza H, enviada a cazarle, y otras unidades como el acorazado HMS Rodney lo alcanzaran y hundieran finalmente. El Bismarck fue impactado por unos 400 cañonazos de un total de 2800. El capitán ordenó hundir el buque, y los británicos rescataron apenas 111 marineros antes de retirarse de la escena, alarmados por un falso reporte de submarinos alemanes en la zona.
De esta manera, la lucha naval de superficie alemana prácticamente se acabó, y desde entonces todas las esperanzas de la Kriegsmarine recaerían sobre los U-Bootes. El 13 de noviembre de ese año, mientras regresaba a Gibraltar tras escoltar un convoy a Malta, el mencionado portaaviones Ark Royal fue impactado por un torpedo del submarino U-81, siendo dañado gravemente; los intentos de remolcarlo fueron en vano y finalmente se hundió unas treinta millas al este de Gibraltar, en una profundidad de 3500 pies. Sin embargo, el comandante del portaaviones, Loben Maud, había priorizado la evacuación y solo tuvo la baja de un tripulante; esto gracias a que Maud era conocedor de los casos de los portaaviones Corageous y Glorious, y lo rápidamente que podían hundirse los portaaviones.

### El segundo tiempo feliz: enero de 1942 - febrero de 1943

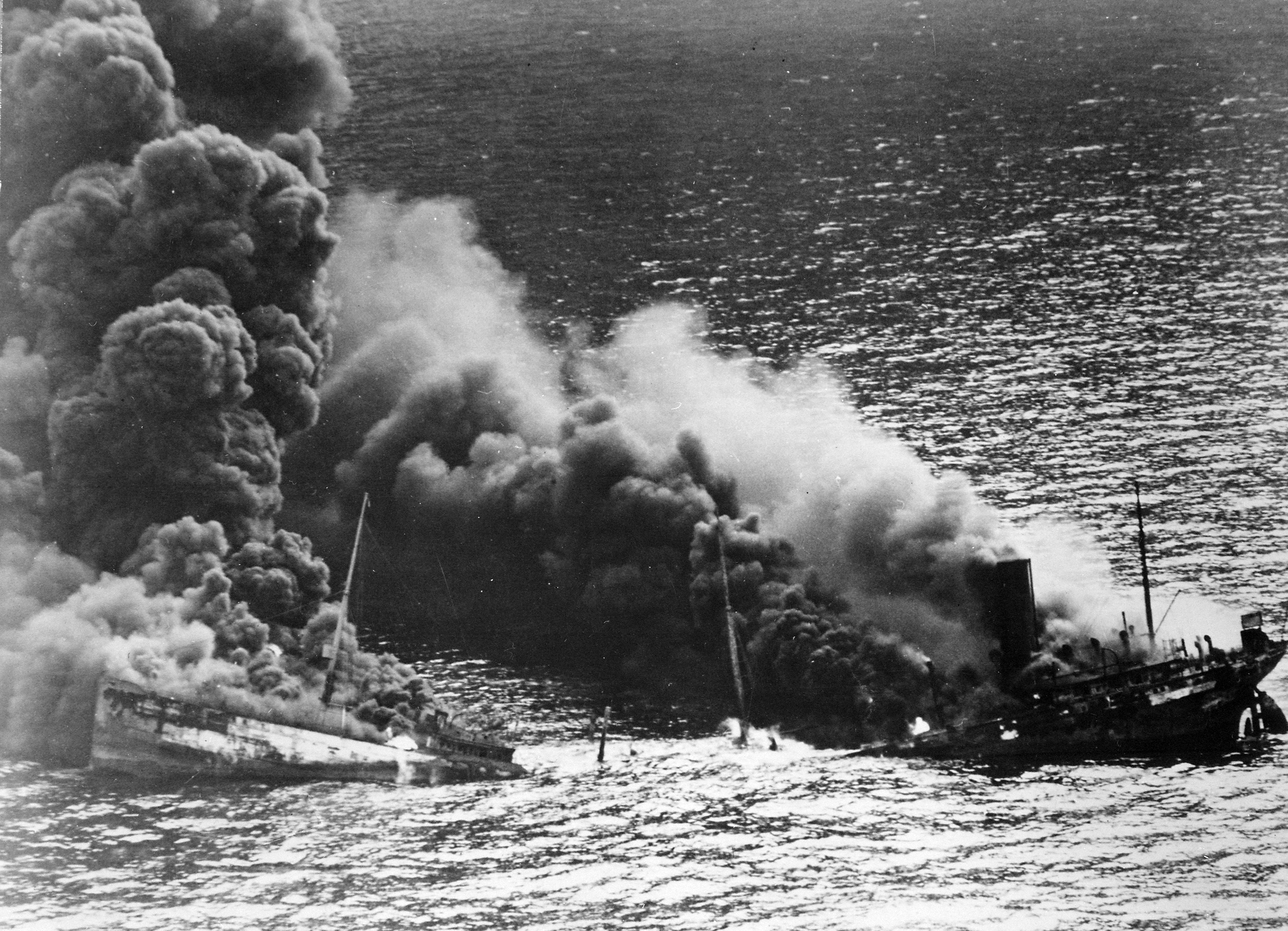
El Dixie Arrow, buque petrolero de Estados Unidos, hundido el 26 de marzo de 1942 por el submarino U-71 (capitán Walter Flachsenberg) en las coordenadas 34°53´30N/75°44´42W, a solo 12 millas de la costa estadounidense.

Aunque Estados Unidos declaró la guerra a Alemania en 1941, su participación en el océano Atlántico fue casi nula ese año. Con el ataque de Japón sobre la base estadounidense de Pearl Harbor, situada en Hawái, Estados Unidos entraba en guerra con aquel país y por lo tanto Alemania entraba al conflicto. Hasta entonces se habían restringido las operaciones submarinas en la costa este americana, por temor a iniciar un conflicto. Con la guerra ya declarada, Alemania decidió llevar a cabo la Operación Paukenschlag (Drumbeat), enviando submarinos a dicha zona a partir del 25 de diciembre de 1941. 
Hasta enero de 1942, la cifra de hundimientos era de 180 000 toneladas mensuales, algo inaceptable para la Kriegsmarine. Sin embargo, las cifras de hundimientos por los U-Bootes se empezaron a disparar rápidamente, ya que los estadounidenses le dejaban el trabajo fácil a los lobos de mar. Debido a que todavía no era obligatorio apagar las luces en las ciudades costeras de Estados Unidos, los submarinos alemanes encontraban fácilmente los puertos y se detenían en la entrada a esperar que zarpase un buque mercante. Además, los submarinos alemanes ahora podían enfrentarse abiertamente a los buques mercantes norteamericanos, que hasta entonces habían navegado por las aguas del mar Caribe despreocupadamente.  
Algunos de los submarinos italianos operaron en el Caribe en 1942, en apoyo de la campaña realizada por Alemania. Se unieron a los ataques entre febrero y abril de ese año, patrullando entre Bermuda y las costas de Brasil. A pesar de ser la Armada Italiana (Regia Marina) mucho menor en tamaño a su contraparte alemana, los submarinos italianos hundieron 21 barcos (125 534 TRB).  
Para mayo de 1942, la cifra era de 360 buques aliados hundidos en solamente 6 meses, habiendo sido empleados solamente treinta U-boat. De esta manera, a pesar de que solo 12 U-boats podían hacer el viaje hasta la Costa Este de los Estados Unidos, se logró superar en junio la cifra de 700 000 toneladas mensuales, que según Dönitz era suficiente para bloquear al Reino Unido. 
El grupo de submarinos alemanes enviados en mayo de 1942 y llegado a zona de operaciones en junio era de 21 unidades. Serían perdidas tres de ellas; inicialmente lo fue el U-701 (comandante: Horst Degen) el 7 de junio, por un bombardero de la USAF. Le seguiría el U-157 (Wolf Henne) el 13 de junio, por cargas de profundidad del patrullero Thetis, al sur de Cayo Hueso. Finalmente el U-158 (Erwin Rostin) el 30 de junio a solo 92 km de Bermuda (el U-158 había hundido 13 buques en esa patrulla y cuando quiso informar al cuartel de Donitz, fue detectado por la estación inglesa en Bermuda, siendo hundido). De este grupo de 21 submarinos, cabe destacar que hundió 407 000 TRB, y que portaban el sistema Bold (diminutivo de Kobold; duende) consistente en un recipiente de 15 cm de diámetro, portador de 370 gr de hidrato de calcio y cinc. Este, sumergido a 15-25 metros, formaba burbujas y daba un eco de sonar similar al submarino.  
Otros 23 submarinos llegaron en junio-julio, logrando la mitad de toneladas hundidas que el mes anterior y perdiendo 6 unidades, notablemente el U-153 (Wilfred Reichmann) hundido el 13 de julio a 110 km de la costa panameña, y el U-215 (Tipo VII D) hundido mientras atacaba al convoy Boston-Halifax BX2. Este U-boat fue hallado a 204 km de Cape Cod, a 67 m de profundidad. 
Por entonces, el comandante de la Flota del Atlántico, el almirante estadounidense Ernest King, rechazaba completamente los convoyes, asegurando que no disponían de los destructores para poder protegerlos, pero las altas cifras de hundimientos lo obligaron a introducir en julio el sistema de convoyes en el Atlántico, hundiendo inmediatamente siete U-Bootes. Sin embargo, como King temía, se dejaron muchas zonas sin proteger, y los submarinos alemanes se trasladaron al Golfo de México y a las costas frente a Venezuela, hundiendo muchos petroleros.   
Los submarinos alemanes llegaron a sumar 300 en agosto de 1942, otorgando a Dönitz los recursos suficientes para poner en práctica la táctica de la manada de lobos (Rudeltaktik) a plenitud. De esta manera, las cifras de hundimientos, que habían estado bajando desde la introducción de los convoyes en Estados Unidos, aumentaron de nuevo en noviembre. El Almirante Karl Dönitz logró por fin demostrar la utilidad de los submarinos en la economía de guerra, y fue promovido entonces a Gran Almirante de la Flota, mientras que el almirante Raeder fue depuesto de su cargo al perder varios cruceros en el mar de Barents. Desde entonces, Alemania se dedicó a construir submarinos.
En enero de 1943 tendría lugar la Conferencia de Casablanca, donde el primer ministro del Reino Unido, Winston Churchill y el presidente de Estados Unidos, Roosevelt planearon la apertura de un nuevo frente en Europa. Roosevelt insistió en la necesidad de limpiar el Atlántico de submarinos alemanes antes de enviar a los soldados estadounidenses a Europa.

### Derrota de la Kriegsmarine: mayo de 1943 - septiembre de 1943

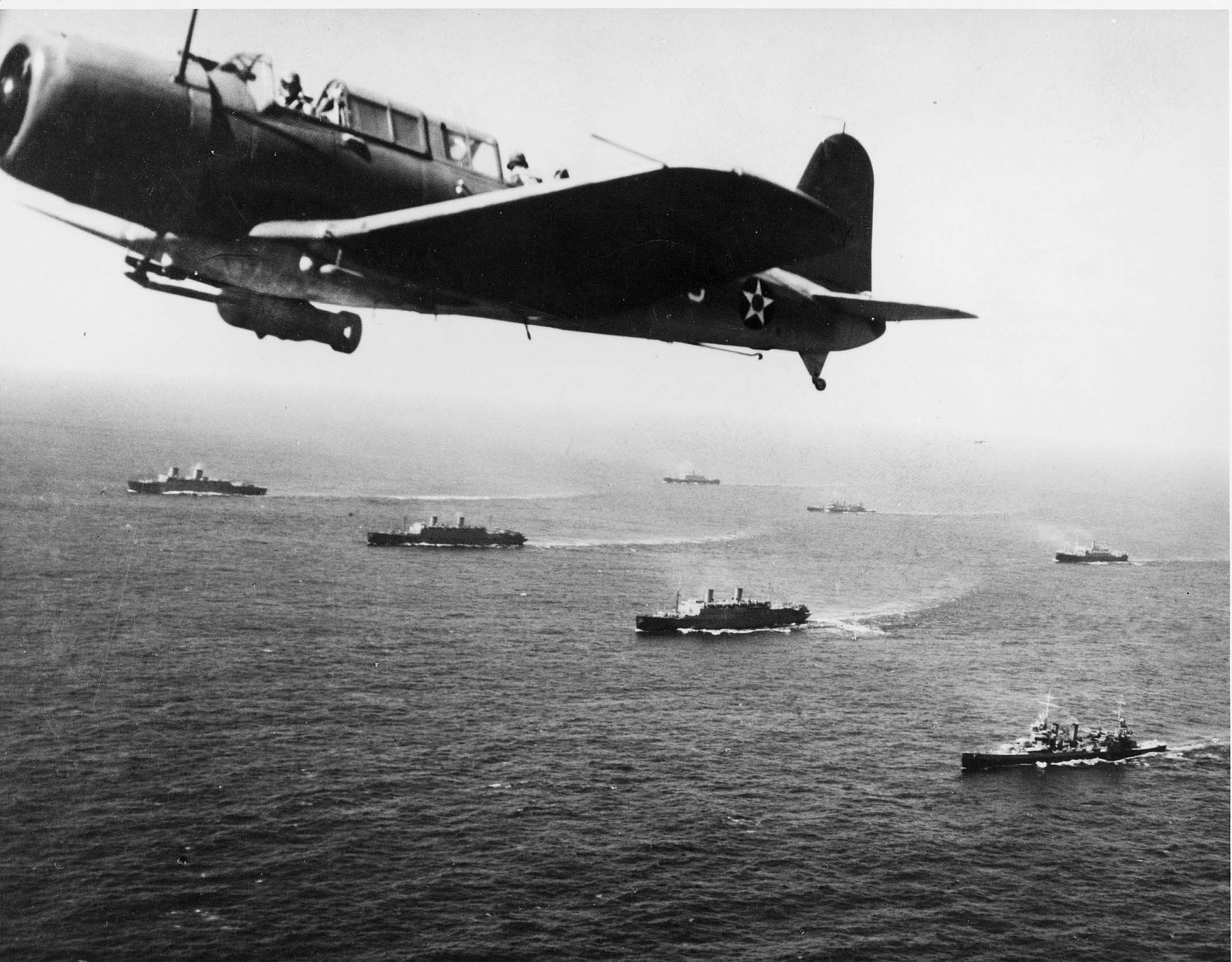
La introducción eficiente de los convoyes acabó con las esperanzas alemanas en la manada de lobos. En la fotografía un convoy aliado se dirige a Ciudad del Cabo, 27 de noviembre de 1941.

El almirante Dönitz tenía grandes planes para 1943. Dado que los puertos enemigos se habían vuelto muy peligrosos, decidió enfocarse de nuevo en la brecha del centro del Atlántico. En marzo de 1943, los submarinos habían hundido 675 000 toneladas de buques (108 naves en total); la inmensa mayoría de esos U-boats se dirigía a Gran Bretaña, lo que confirmaba la confianza alemana.
Sin embargo, al dar Roosevelt la orden de limpiar el Atlántico, se puso al mando de los Accesos Occidentales al almirante Max Horton, que incrementó la protección de los convoyes, y con los buques que sobraban organizó escuadrones cazasubmarinos o Hunter Killer, que rondaban por una zona esperando encontrar un sumergible alemán y hundirlo. Además, se mejoró el sonar y se perfeccionó el lanzamiento de cargas de profundidad, llegándose a lanzar hasta 24 cargas por la proa con mayor precisión. Por último, los nuevos aviones con alta autonomía de vuelo disponían de un potente radar que les permitía localizar fácilmente a los submarinos y como contaban con sus propias cargas de profundidad, podían atacar a los U-Bootes sin esperar ayuda. Repentinamente, los sumergibles empezaron a ser hundidos rápidamente gracias a la superior tecnología aliada, siendo 15 U-boats hundidos en el mes de abril.
El mayor desastre para la Kriegsmarine ocurrió en mayo de 1943. El convoy ONS-5 fue atacado por muchas manadas de lobos, sumando 50 sumergibles en total, que libraron una lucha brutal en el Atlántico. Sin embargo, solo un tercio de los barcos del convoy fueron hundidos, siendo echados a pique 41 U-bootes alemanes, un gran golpe para una fuerza de 230 submarinos en total, con una producción de 23 unidades mensuales en los astilleros del Mar del Norte. La carnicería fue tan grande que el 24 de mayo, el almirante Dönitz retiró a todos los buques de este tipo del Atlántico Norte ya que, como posteriormente escribió en su diario, se dio cuenta de que Alemania había perdido la batalla del Atlántico. El almirante Dönitz dijo durante la posguerra, sobre los hechos de 1943: 

Las bajas en el arma submarina, que previamente habían sido del 13 % del total de submarinos en operaciones, subieron al 30-50 %. En mayo de 1943 solamente, 43 submarinos fueron hundidos; no solo mientras atacaban convoyes aliados, sino en todas partes del Atlántico. No habia lugar donde los U-boats estuvieran a resguardo de ser localizados de día o de noche por los bombarderos de los Aliados. Todos los canales que funcionaban como entrada o salida del Golfo de Vizcaya eran constantemente monitoreados. Las bajas fueron especialmente altas.

En septiembre, Alemania contaba con los nuevos torpedos acústicos y una nueva clase de submarinos llamados Walter. Estos avances motivaron que Dönitz intentara suerte de nuevo en el Atlántico Norte, y aunque los U-Bootes obtuvieron algunas victorias, 25 de ellos nunca regresaron a puerto. A principios de 1944, Dönitz volvió a enviar a sus submarinos a la mar, pero esta vez la derrota alemana fue evidente: 37 sumergibles fueron destruidos, hundiendo solo tres buques mercantes. Lo peor de todo es que la mayoría ni siquiera había podido salir del Golfo de Vizcaya, donde estaban la mayoría de los puertos alemanes.

### Acciones finales de la guerra

#### Ejercicio Tigre (Lyme Bay)
Aun con la guerra en el Atlántico claramente inclinada a favor de los Aliados, Alemania continuaba representando una grave amenaza; como demostraría en contexto del Ejercicio Tigre (Operation Tiger), por años mantenido encubierto por el desastre que generara. Dicho ejercicio tuvo lugar el 27 y 28 de abril de 1944 y consistía en un ensayo de los desembarcos a realizarse en Europa (lo que sería luego el famoso Día D, en junio de 1944). El ejercicio tuvo lugar en Lyme Bay, una bahía al SE de Inglaterra; el 27 de abril el Convoy T-45 (compuesto de transportes de tropas) dejaba Plymouth en dirección a dicho lugar. Las 5.ª y 9.ª flotillas de torpederos (Schnellboot), a cargo del capitán Rudolf Petersen, cuyo comando se ubicaba puerto de Wimereaux (Boulogne, Francia), habían enviado a la zona nueve botes torpederos (designados E-boats por los Aliados), coincidiendo a tiempo con el Ejercicio Tigre. Dichas unidades, patrullando el Mar del Norte y el Canal de la Mancha, ya habían logrado hundir cuatro buques pertenecientes a los convoyes PW300 y WP300 (en la noche del 27-28 de febrero de 1944) y al destructor noruego HMS Eskdale (en abril de ese año). Mientras se llevaba a cabo el Ejercicio Tigre, los E-boat pasaron sin ser detectados por la insuficiente protección de tres escoltas, y lograron hundir las lanchas de desembarco LST-531 y 507, provocando las muertes de 202 y 424 estadounidenses, respectivamente. Asimismo, la lancha LST-289 fue dañada, sufriendo otros 13 muertos. Unos 10 oficiales de los fallecidos eran portadores de información sensible sobre los verdaderos desembarcos a realizarse en Normandía próximamente, lo que despertó una gran preocupación y la necesidad de saber su paradero, hasta que finalmente hallaron sus cuerpos. Este desastre motivó que las autoridades inglesas prohibieran toda divulgación del caso, que se mantuvo silenciado por años luego de terminada la guerra.

#### Operación Teardrop
En diciembre de 1944, la captura de dos espías en Nueva York (habían sido dejados en la costa de Maine por el submarino U-1230) y el posterior interrogatorio al que fueron sometidos, dio por resultado información sobre los cohetes V-1 y V-2, de tipo balístico con carga convencional, y la remota pero factible posibilidad que estos equiparan el arsenal de los U-boats. Asimismo, el ministro de armamento y producción de Alemania, Albert Speer tuvo en enero de 1945 un furioso discurso por radio, donde hablaba de un posible ataque con misiles sobre Nueva York para el mes de febrero. El 8 de enero, fue el entonces nuevo jefe de la Flota del Atlántico estadounidense, vicealmirante Jonas H. Ingram, quien anunció en una conferencia la posibilidad del ataque y los preparativos (Operación Teardrop) para contraatacar a los submarinos del Tipo XXI, los cuales comenzaban a entrar en servicio en el arma submarina alemana. Por su parte, el Grupo Seewolf (submarinos U-518, U-546, U-805, U-880, U-881 y U-1235) arribaba en abril de 1945 a la posición inicial en el banco de Terranova con orden de barrer hacia el sur, rumbo a Nueva York, área que ya estaba bajo alerta hasta 400 km (250 millas) mar adentro, lateral de la ciudad. La fuerza interceptora, llamada First Barrier Force (2 portaaviones y 20 escoltas) produjo en la noche del 16 de abril los hundimientos del U-1235 y el U-880, aproximadamente en las coordenadas 42°54′N, 30°25′W. Posteriormente se produjo el hundimiento del U-518 la noche del 20 de abril. 
El grupo llamado Second Barrier Force relevó a la fuerza interceptora inicial y produjo una intensa búsqueda, inicialmente estacionada a lo largo del meridiano 45°, cubriendo 169 km de longitud. El comando alemán ya había dejado sin efecto al Grupo Seewolf inicial, con orden de que cada submarino operara individualmente entre Nueva York y Halifax. Se sumaba el U-1229 a las operaciones. El primer ataque alemán exitoso en este combate, lo produjo el U-546 (capitán Paul Just) el 24 de abril, empleando uno de los nuevos torpedos acústicos T-5, dando por resultado el hundimiento del destructor USS Frederick C. Davis, acción en la cual murieron 126 tripulantes. Sin embargo, el U-546 pronto fue contraatacado con cargas de profundidad y debió emerger, siendo luego impactado en superficie, hundiéndose. El capitán y otros treinta y dos tripulantes fueron capturados y llevados a bordo del portaaviones Bogue. Posteriormente, en Fort Hunt (Virginia) los sobrevivientes del U-546 fueron sujetos a maltrato físico a fines de sacarles información sobre los cohetes y su posible uso en submarinos. La acción final de este combate, fue el hundimiento del submarino U-881, al SE de Terranova, a las 6:16 del 6 de mayo, siendo este el último U-boat del conflicto en ser hundido en combate. Ya con la guerra oficialmente finalizada, la Second Barrier Force aceptó, mar adentro, la rendición de los submarinos U-805, U-234, U-858 y U-1228, para luego regresar a base.

### Estadísticas finales

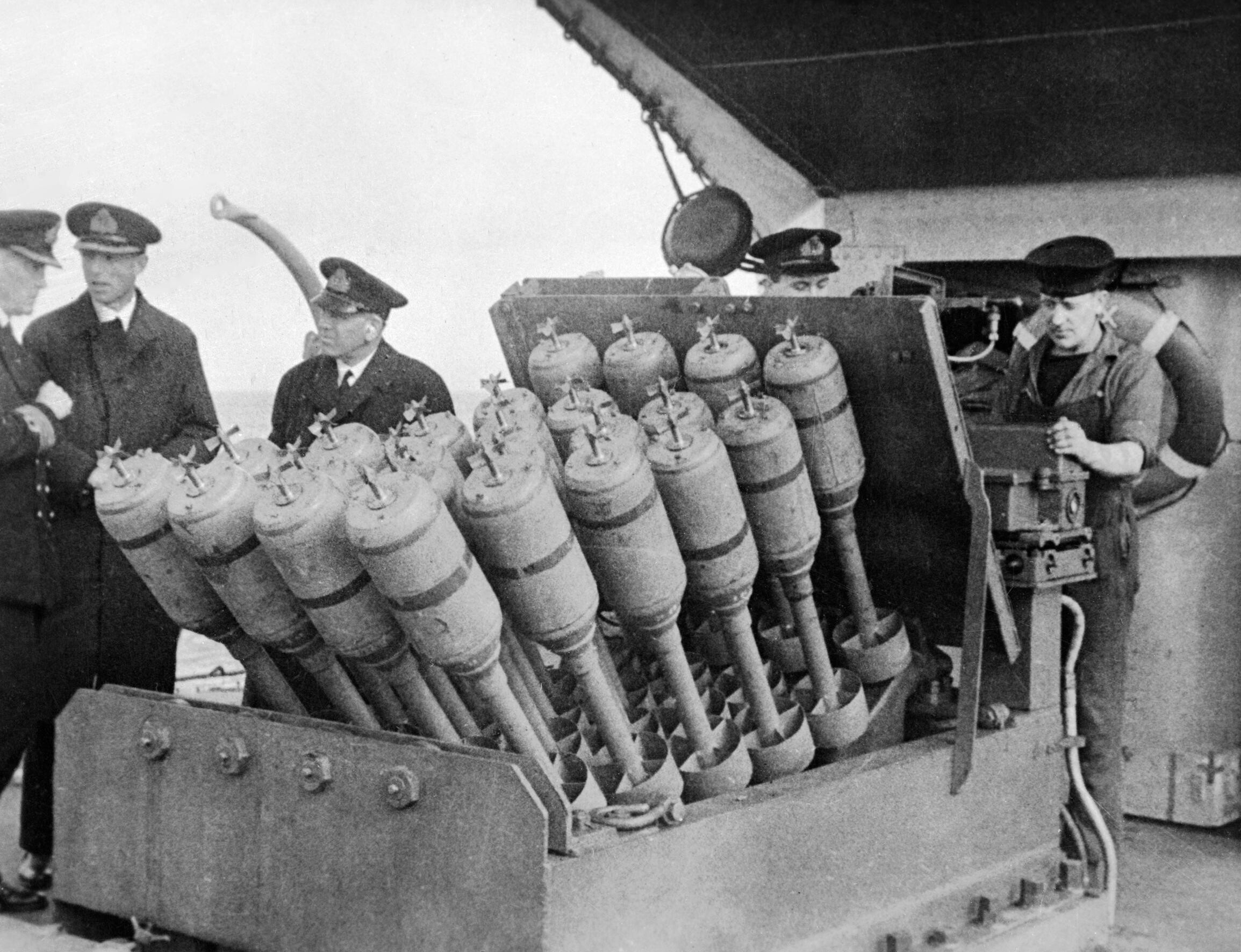
Marineros aliados cargan morteros antisubmarinos, conocidos como Hedgehog (erizo). El desarrollo aliado del sonar y del fuego antisubmarino dieron la estocada final a la Kriegsmarine.

Los submarinos alemanes hundieron en total 3065 buques mercantes, con un total de 14 553 819 de toneladas, además de otros 407 que fueron averiados requiriendo en muchos casos reparación con lo que se sobrecargaban más los astilleros. La teoría del almirante Dönitz jamás pudo comprobarse, ya que incluso en los dos Tiempos Felices, el Reino Unido nunca estuvo en peligro de ser bloqueado completamente. Además, ningún barco de transporte de tropas estadounidense fue hundido en la guerra, excepto por el hundimiento dos lanchas de transporte en el desastre de Lyme Bay, Inglaterra. 
Una vez que los estadounidenses, los canadienses y los británicos, coordinaron sus esfuerzos, no solo lograron brindar apoyo casi total a sus rutas de transporte, sino que pudieron dejar el papel defensivo de los convoyes y tomar el papel ofensivo de los escuadrones cazasubmarinos. El desarrollo de nuevas tecnologías y nuevas tácticas en ambos bandos inclinaron la balanza de un lado al otro, pero al final, Alemania no pudo hacer frente a las potencias tecnológicas angloparlantes. 
Por el lado alemán, el porcentaje de bajas fue alarmante: de los 1170 U-Bootes alemanes que participaron en la Segunda Guerra Mundial, 783 fueron hundidos en combate por los Aliados, sin contar los que fueron hundidos en accidentes, capturados o desaparecieron. La llegada tardía de los Submarinos del tipo XXI, no pudo subsanar lo que 6 años de guerra no habían podido hacer. En total, el 76 % de los sumergibles fueron hundidos o capturados, un porcentaje de bajas más alto que el de los kamikazes.

#### La guerra submarina en cifras
| La guerra submarina en cifras |           |           |          |            |        |            |                     |                     |                     |
|                               | Averiados | Averiados | Hundidos | Hundidos   | Total  | Total      | Submarinos perdidos | Submarinos perdidos | Submarinos perdidos |
| Mes                           | Barcos    | Tonelaje  | Barcos   | Tonelaje   | Barcos | Tonelaje   | Unidades            | Muertos             | Supervivientes      |
| Septiembre                    | 2         | 16 916    | 50       | 200 728    | 52     | 217 644    | 2                   |                     | 72                  |
| Octubre                       | 3         | 22 328    | 34       | 183 305    | 37     | 205 633    | 5                   | 164                 | 23                  |
| Noviembre                     | 1         | 11 500    | 29       | 77 799     | 30     | 89 299     | 1                   |                     | 43                  |
| Diciembre                     | 4         | 73 313    | 42       | 107 742    | 46     | 181 055    | 1                   | 40                  |                     |
| 1939                          | 10        | 124 057   | 155      | 569 574    | 165    | 693 631    | 9                   | 204                 | 138                 |
| Enero                         | 2         | 13 959    | 56       | 173 996    | 58     | 187 955    | 2                   | 26                  | 41                  |
| Febrero                       | 3         | 21 114    | 51       | 185 405    | 54     | 206 519    | 5                   | 158                 | 41                  |
| Marzo                         |           |           | 26       | 73 071     | 26     | 73 071     | 3                   | 132                 |                     |
| Abril                         | 1         | 6999      | 10       | 35 433     | 11     | 42 432     | 4                   | 77                  | 79                  |
| Mayo                          | 1         | 9494      | 16       | 63 476     | 17     | 72 970     | 1                   | 0                   | 26                  |
| Junio                         | 4         | 28 110    | 62       | 335 319    | 66     | 363 429    | 1                   | 49                  | 0                   |
| Julio                         | 2         | 13 027    | 41       | 203 709    | 43     | 216 736    | 2                   | 43                  | 48                  |
| Agosto                        | 9         | 69 982    | 57       | 287 311    | 66     | 357 293    | 2                   | 92                  | 0                   |
| Septiembre                    | 7         | 42 636    | 57       | 285 152    | 64     | 327 788    | 1                   | 6                   | 19                  |
| Octubre                       | 12        | 64 311    | 60       | 342 204    | 72     | 406 515    | 1                   | 9                   | 33                  |
| Noviembre                     | 3         | 13 409    | 33       | 171 787    | 36     | 185 196    | 2                   | 51                  | 44                  |
| Diciembre                     | 9         | 73 141    | 41       | 234 707    | 50     | 307 848    |                     |                     |                     |
| 1940                          | 53        | 356 182   | 510      | 2 391 570  | 563    | 2 747 752  | 24                  | 643                 | 331                 |
| Enero                         |           |           | 15       | 99 050     | 15     | 99 050     |                     |                     |                     |
| Febrero                       | 3         | 28 340    | 44       | 211 885    | 47     | 240 225    |                     |                     |                     |
| Marzo                         | 10        | 98 329    | 40       | 234 847    | 50     | 333 176    | 5                   | 151                 | 71                  |
| Abril                         | 4         | 28 792    | 44       | 247 758    | 48     | 276 550    | 2                   | 51                  | 42                  |
| Mayo                          | 3         | 23 992    | 63       | 351 294    | 66     | 375 286    | 1                   | 15                  | 32                  |
| Junio                         | 5         | 40 482    | 60       | 302 032    | 65     | 342 514    | 4                   | 31                  | 113                 |
| Julio                         | 3         | 18 845    | 18       | 61 676     | 21     | 80 521     |                     |                     |                     |
| Agosto                        | 1         | 10 917    | 32       | 82 446     | 33     | 93 363     | 4                   | 115                 | 44                  |
| Septiembre                    | 4         | 14 132    | 56       | 209 835    | 60     | 223 967    | 2                   | 52                  | 37                  |
| Octubre                       | 6         | 45 773    | 45       | 176 622    | 51     | 222 395    | 2                   | 54                  | 44                  |
| Noviembre                     |           |           | 17       | 120 541    | 17     | 120 541    | 5                   | 144                 | 82                  |
| Diciembre                     | 1         | 3560      | 27       | 111 551    | 28     | 115 111    | 10                  | 274                 | 180                 |
| 1941                          | 40        | 313 162   | 461      | 2 209 537  | 501    | 2 522 699  | 35                  | 887                 | 645                 |
| Enero                         | 8         | 51 849    | 58       | 284 764    | 66     | 336 613    | 3                   | 91                  | 41                  |
| Febrero                       | 12        | 86 919    | 70       | 392 161    | 82     | 479 080    | 2                   | 49                  | 42                  |
| Marzo                         | 13        | 91 708    | 85       | 452 349    | 98     | 544 057    | 7                   | 316                 | 0                   |
| Abril                         | 12        | 95 905    | 77       | 401 429    | 89     | 497 334    | 2                   | 90                  | 0                   |
| Mayo                          | 20        | 123 255   | 126      | 599 411    | 146    | 722 666    | 4                   | 63                  | 123                 |
| Junio                         | 11        | 67 343    | 135      | 632 884    | 146    | 700 227    | 3                   | 106                 | 46                  |
| Julio                         | 11        | 90 138    | 98       | 458 397    | 109    | 548 535    | 12                  | 564                 | 7                   |
| Agosto                        | 17        | 95 053    | 114      | 544 983    | 131    | 640 036    | 9                   | 205                 | 212                 |
| Septiembre                    | 15        | 119 941   | 101      | 454 957    | 116    | 574 898    | 11                  | 433                 | 70                  |
| Octubre                       | 14        | 92 518    | 105      | 566 939    | 119    | 659 457    | 16                  | 774                 | 108                 |
| Noviembre                     | 19        | 109 042   | 123      | 768 732    | 142    | 877 774    | 13                  | 449                 | 178                 |
| Diciembre                     | 13        | 83 923    | 63       | 316 508    | 76     | 400 431    | 5                   | 215                 | 10                  |
| 1942                          | 165       | 1 107 594 | 1155     | 5 873 514  | 1320   | 6 981 108  | 87                  | 3355                | 837                 |
| Enero                         | 4         | 30 494    | 45       | 215 496    | 49     | 245 990    | 7                   | 342                 | 4                   |
| Febrero                       | 18        | 136 345   | 70       | 359 276    | 88     | 495 621    | 18                  | 748                 | 109                 |
| Marzo                         | 23        | 155 615   | 108      | 585 404    | 131    | 741 019    | 15                  | 677                 | 49                  |
| Abril                         | 8         | 56 270    | 49       | 266 274    | 57     | 322 544    | 17                  | 658                 | 141                 |
| Mayo                          | 4         | 29 702    | 45       | 237 182    | 49     | 266 884    | 44                  | 2257                | 183                 |
| Junio                         | 6         | 35 525    | 21       | 78 316     | 27     | 113 841    | 16                  | 732                 | 86                  |
| Julio                         | 11        | 68 304    | 51       | 263 099    | 62     | 331 403    | 38                  | 1594                | 322                 |
| Agosto                        | 4         | 19 194    | 26       | 93 083     | 30     | 112 277    | 25                  | 878                 | 391                 |
| Septiembre                    | 3         | 22 598    | 22       | 98 476     | 25     | 121 074    | 10                  | 296                 | 93                  |
| Octubre                       | 3         | 16 827    | 28       | 99 635     | 31     | 116 462    | 27                  | 1208                | 121                 |
| Noviembre                     | 3         | 18 691    | 13       | 35 034     | 16     | 53 725     | 19                  | 848                 | 158                 |
| Diciembre                     | 3         | 24 730    | 14       | 68 855     | 17     | 93 585     | 8                   | 250                 | 180                 |
| 1943                          | 90        | 614 295   | 492      | 2 400 130  | 582    | 3 014 425  | 244                 | 10 488              | 1837                |
| Enero                         | 4         | 16 901    | 16       | 85 706     | 20     | 102 607    | 14                  | 620                 | 87                  |
| febrero                       | 3         | 23 050    | 25       | 92 120     | 28     | 115 170    | 23                  | 803                 | 312                 |
| Marzo                         |           |           | 21       | 102 822    | 21     | 102 822    | 24                  | 695                 | 363                 |
| Abril                         | 1         | 56        | 11       | 62 346     | 12     | 62 402     | 21                  | 799                 | 218                 |
| Mayo                          | 6         | 21 966    | 11       | 38 368     | 17     | 60 334     | 23                  | 790                 | 377                 |
| Junio                         | 4         | 11 714    | 18       | 59 222     | 22     | 70 936     | 24                  | 906                 | 335                 |
| Julio                         | 7         | 27 594    | 18       | 67 279     | 25     | 94 873     | 24                  | 760                 | 138                 |
| Agosto                        | 2         | 15 315    | 35       | 119 890    | 37     | 135 205    | 40                  | 854                 | 322                 |
| Septiembre                    | 2         | 13 145    | 13       | 56 102     | 15     | 69 247     | 21                  | 736                 | 68                  |
| Octubre                       | 1         | 40        | 9        | 5213       | 10     | 5253       | 13                  | 230                 | 118                 |
| Noviembre                     | 2         | 8284      | 9        | 28 280     | 11     | 36 564     | 7                   | 311                 |                     |
| Diciembre                     | 3         | 10 329    | 22       | 72 799     | 25     | 83 128     | 15                  | 488                 | 126                 |
| 1944                          | 35        | 148 394   | 208      | 790 147    | 243    | 938 541    | 249                 | 7992                | 2464                |
| Enero                         | 4         | 18 658    | 20       | 89 578     | 24     | 108 236    | 13                  | 525                 | 1                   |
| Febrero                       | 2         | 15 305    | 22       | 73 022     | 24     | 88 327     | 21                  | 927                 | 62                  |
| Marzo                         | 2         | 7011      | 19       | 69 408     | 21     | 76 419     | 29                  | 745                 | 42                  |
| Abril                         | 5         | 34 194    | 18       | 76 634     | 23     | 110 828    | 49                  | 1514                | 132                 |
| Mayo                          | 1         | 6386      | 5        | 10 705     | 6      | 17 091     | 23                  | 338                 | 86                  |
| 1945                          | 14        | 81 554    | 84       | 319 347    | 98     | 400 901    | 135                 | 4049                | 323                 |
| TOTAL                         | 407       | 2 745 238 | 3065     | 14 553 819 | 3472   | 17 299 057 | 783                 | 27 618              | 6575                |

Casi un 45 % de las víctimas de los submarinos fueron barcos que navegaban en convoy: se hundieron un total de 1587 barcos con un desplazamiento de 6 876 683 toneladas, mientras que otros 144 barcos con un desplazamiento de 902 612 toneladas, sufrieron averías de diversa consideración.
Entre los datos anteriores cabe destacar que durante la guerra los submarinos alemanes hundieron ―o se declararon pérdida total― y averiaron los siguientes barcos de guerra:
| Barcos de guerra                     |           |                |          |                |
|                                      | Averiados | Averiados      | Hundidos | Hundidos       |
| Tipo                                 | Unidades  | Desplazamiento | Unidades | Desplazamiento |
| Acorazados                           | 2         | 60 250         | 3        | 96 150         |
| Balandras                            |           |                | 10       | 12 581         |
| Barcos de desembarco                 | 2         | 3250           | 9        | 14 625         |
| Cañoneras                            |           |                | 3        | 4890           |
| Corbetas                             | 1         | 925            | 28       | 24 825         |
| Cruceros ligeros                     | 6         | 54 350         | 5        | 26 240         |
| Cruceros minadores                   | 1         | 2650           | 1        | 2650           |
| Destructores Destructores de escolta | 13        | 19 358         | 45       | 63 390         |
| Dragaminas costeros                  | 1         | 26             | 4        | 345            |
| Dragaminas oceánicos                 |           |                | 15       | 9617           |
| Fragatas                             | 1         | 1150           | 20       | 25 732         |
| Guardacostas                         |           |                | 1        | 2216           |
| Lanchas de desembarco                | 3         | 874            | 36       | 7957           |
| Minadores                            |           |                | 2        | 1371           |
| Patrulleras Patrulleras A/S          | 4         | 224            | 16       | 1596           |
| Portaaviones                         |           |                | 3        | 67 700         |
| Portaaviones de escolta              |           |                | 5        | 56 998         |
| Submarinos                           |           |                | 10       | 6723           |
| Torpederos                           | 4         | 512            | 4        | 178            |
| Otros barcos de guerra               |           |                | 2        | 1970           |
| TOTAL                                | 38        | 143 569        | 222      | 427 754        |

## Los diez mayores Ases de las Profundidades
Los comandantes de los U-Bootes alemanes hundieron un total de 2828 buques mercantes durante la Segunda Guerra Mundial, anotándose 14 687 231 toneladas de carga aliada. De todos los comandantes que actuaron 34 superaron las 100 000 toneladas de hundimientos (873 barcos), con un total de 4 826 238 toneladas.
El principal de los llamados Ases de las Profundidades fue Otto Kretschmer. Atacó tan implacablemente en el primer año y medio de la guerra, que se anotó el mayor tonelaje total pese a ser capturado durante un ataque en el Atlántico Norte en marzo de 1941 y haber pasado los restantes cuatro años en un campo de prisioneros. El entusiasmo de Kretschmer por la guerra submarina fue igualado por el de Günther Prien, el temperamental héroe de Scapa Flow y favorito de Dönitz y el Alto Mando alemán. «Me divierto más en un ejercicio con un convoy realmente bueno, que en un permiso», observó en una ocasión. Después de la guerra, y como otros muchos veteranos, Kretschmer entró a servir en la Deutsche Marine (1955) llegando, en 1962, al Estado Mayor de la OTAN para posteriormente ser nombrado Jefe del Estado Mayor del mando COMNAVBALTAP de la OTAN (Kiel). Se retiró en 1970 con el grado de Almirante.
Los diez mayores ases cubrieron todo el océano Atlántico. Wolfgang Lüth y Erich Topp se anotaron gran número de presas a lo largo de la Costa Este de los Estados Unidos, a veces a la vista de los complejos turísticos costeros.
Heinrich Lehmann-Willenbrock (1911-1986) operaba en el Atlántico Norte. Inicialmente tuvo el comando del submarino U-5 de entrenamiento, aunque sin realizar patrullas de guerra; fue en diciembre de 1939 que recibiría el comando del U-8, con el cual operó en aguas noruegas, durante la ocupación de Noruega en la primavera de 1940. Sin embargo, el U-boat más trascendente de su carrera fue el U-96, con el cual en su tercer patrulla pudo hundir siete buques; siendo anunciado el 25 de febrero de 1942 en una publicación. El corresponsal de guerra Lothar-Günther Buchheim viajó en la séptima patrulla de guerra; fue a partir de esas experiencias que 30 años después escribió el libro Das Boot, el cual fue llevado al cine en 1981, en la película del mismo nombre. 
Georg Lassen hundió siete buques de un convoy de diez en una sola noche junto a la costa de Sudáfrica, y Kart Friedrich Merten avanzó osadamente bajo el agua directamente hasta el interior del puerto de Jamestown, en la isla de Santa Elena, en el Atlántico Sur y hundió un petrolero británico anclado allí.
Casi todos los grandes ases murieron en combate. Prien murió en el Atlántico Norte, el 7 de  marzo de 1941, bajo las cargas de profundidad de buques de escolta británicos. Lüth terminó la guerra sin ninguna herida, y murió en 1945, cuando no escuchó la voz de «alto» que le dio un centinela debido a la tormenta que caía en ese momento.
|    |                               |                  |                 |                               |                     |                     |                     |             | Barcos   |             |           |            |
|    | Nombre                        | Graduación       | Barcos mandados | Barcos mandados               | Patrullas de guerra | Patrullas de guerra | Patrullas de guerra | Días de mar | Hundidos | Hundidos    | Averiados | Averiados  |
| 1  | Kretschmer, Otto              | Fregattenkapitän | 3               | U-35, U-23, U-99              | 16                  | 25/08/1939          | 17/03/1941          | 224         | 47       | 274 418 TRB | 5         | 37 965 TRB |
| 2  | Lüth, Wolfgang                | Kapitän zur See  | 5               | U-13, U-9, U-138, U-43, U-181 | 15                  | 30/12/1939          | 31/10/1942          | 640         | 47       | 225 756 TRB | 2         | 17 343 TRB |
| 3  | Topp, Erich                   | Fregattenkapitän | 4               | U-57, U-552, U-3010, U-2513   | 12                  | 05/06/1940          | 08/05/1945          | 352         | 36       | 198 650 TRB | 4         | 32 317 TRB |
| 4  | Prien, Günther                | Korvettenkapitän | 1               | U-47                          | 10                  | 19/08/1939          | 07/03/1941          | 238         | 31       | 191 919 TRB | 8         | 62 751 TRB |
| 5  | Liebe, Heinrich               | Fregattenkapitän | 2               | U-2, U-38                     | 9                   | 19/08/1939          | 29/06/1941          | 333         | 34       | 187 267 TRB | 1         | 3670 TRB   |
| 6  | Schütze, Viktor               | Kapitän zur See  | 4               | U-19, U-11, U-25, U-103       | 7                   | 05/09/1939          | 12/08/1941          | 306         | 35       | 180 073 TRB | 2         | 14 213 TRB |
| 7  | Lehmann-Willenbrock, Heinrich | Fregattenkapitän | 4               | U-8,U-5, U-96, U-256          | 10                  | 05/12/1939          | 18/10/1944          | 327         | 25       | 179 125 TRB | 2         | 15 864 TRB |
| 8  | Merten, Karl-Friedrich        | Kapitän zur See  | 1               | U-68                          | 5                   | 11/02/1941          | 21/01/1943          | 368         | 27       | 170 151 TRB |           |            |
| 9  | Schultze, Herbert             | Korvettenkapitän | 2               | U-2, U-48                     | 8                   | 22/04/1939          | 27/07/1941          | 227         | 26       | 169 709 TRB | 1         | 9456 TRB   |
| 10 | Lassen, Georg                 | Korvettenkapitän | 2               | U-29, U-160                   | 4                   | 03/01/1941          | 14/06/1943          | 328         | 26       | 156 082 TRB | 5         | 34 419 TRB |

## Tensiones y miserias bajo el mar

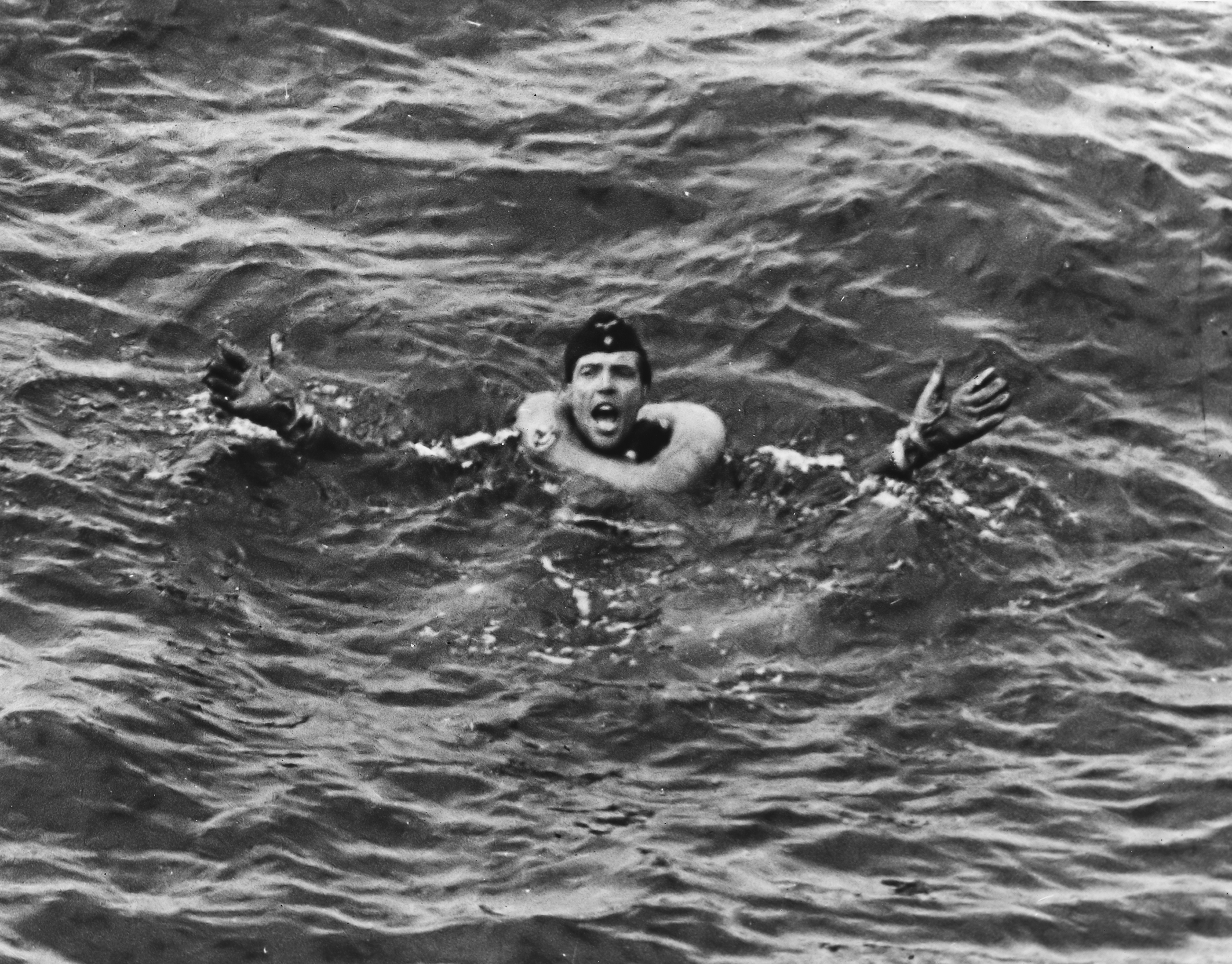
Helmut Klotzch, superviviente del U-175, pide ayuda después de que el submarino fuera hundido por el navío estadounidense USS Spencer, el 17 de abril de 1943.

Los alemanes consideraban a sus lobos de mar como héroes que llevaban vidas glamurosas, pero la realidad de la vida en un submarino alemán era algo completamente distinto. En los U-Bootes se vivía en un mundo angosto y fétido, y la vida era una mezcla de aburrimiento, incomodidad y terror. Las tripulaciones ocupaban aposentos atestados de maquinaria, instrumentos o torpedos, y dormían en planchas encima de los proyectiles hasta que estos habían sido utilizados contra blancos, dejando sitio para literas y hamacas.
Los motores diésel elevaban la temperatura hasta casi los 50 °C. El aire se volvía sofocantemente rancio durante los largos períodos bajo el agua. El agua potable era escasa; no había duchas, y nadie se bañaba durante los tres meses que duraba una patrulla. El olor de los sudorosos cuerpos se añadía al olor de sentinas, letrinas, cocina, ropas mohosas, gasóleo y la colonia al limón que utilizaban los hombres para eliminar la sal de sus rostros. No había intimidad ni tranquilidad. De fondo había siempre luces encendidas, el chillido de las comunicaciones por radio, el siseo de las mojadas botas de goma, el zumbar de una bomba de sentina, el sorber de las válvulas de entrada de aire y el pulsar de los motores diésel.
El peligro estaba siempre presente. Con mal tiempo, el océano saltaba por encima de la vela del submarino en sólidos muros, a veces arrastrando a los hombres por encima de la borda. En octubre de 1941, cuando el U-106 cruzó el golfo de Vizcaya en un tranquilo día azul, una nueva guardia salió al exterior para descubrir que habían desaparecido los cuatro hombres del turno anterior a los que acudían a reemplazar. Una tremenda ola de popa los había barrido.
Tales ominosos incidentes se añadían a la paranoia de los submarinos que los alemanes llamaban Blechkoller, o neurosis de la lata de conserva, una forma de tensión nerviosa que podía conducirles a una violenta histeria, particularmente bajo ataques con cargas de profundidad. Cuando los cazasubmarinos aliados abandonaban un ataque, el primer pensamiento del comandante era llevar a su submarino a respirar a la superficie. Con suerte, pronto hallarían una presa, y la victoria aliviaría la tensión de sus tripulantes.

## Un breve ascenso antes del hundimiento final
El terror provocado por los submarinos alemanes era igual al que enfrentaban los hombres de estos mismos submarinos. Porque ser capitán o miembro de la tripulación de un submarino alemán era una de las ocupaciones más azarosas de la Segunda Guerra Mundial. Alemania perdió 27 618 de sus 41 300 submarinistas, y 783 de sus 1156 U-Boote.

### Operación Regenbogen
El 30 de abril de 1945 el almirante Dönitz ordenó que toda su flota de U-boat fuera hundida para no entrgarla a los Aliados, salvo aquellos barcos que fueran a ser necesarios posteriormente para el transporte o la limpieza de minas. El nombre clave era Regenbogen, pero aunque la orden fue cursada, a las 15:14 del 4 de mayo de 1945 el propio Dönitz debió anularla por las condiciones de la capitulación ante los aliados. Sin embargo, los comandantes de submarinos del Báltico occidental, creyendo que esta anulación iba en contra de los deseos de su Comandante en Jefe, siguieron adelante con el plan inicial; finalmente fueron hundidos 238 submarinos, incluyendo 16 que no habían entrado en servicio y 5 que no habían sido botados.
| Resultado de la Operación Regenbogen |          |
| Tipo                                 | Unidades |
| Tipo II                              | 21       |
| Tipo VII                             | 66       |
| Tipo IX                              | 6        |
| Tipo XXI                             | 84       |
| Tipo XXIII                           | 31       |
| Barcos Walter                        | 7        |
| Desconocido                          | 2        |
| TOTAL                                | 217      |

### Hundimiento del U-175
El episodio empezó el 17 de abril de 1943, cuando el capitán Heinrich Bruns del submarino clase IXC U-175, buscando barcos aliados en el Atlántico Norte, a 600 millas al SO de Irlanda, divisó un convoy que se aproximaba. Al mismo tiempo, el U-175 fue divisado por el guardacostas de los Estados Unidos USS Spencer, a la vanguardia del convoy. El submarino se sumergió apresuradamente y durante un corto tiempo eludió con éxito la detección. Siguiendo al Spencer, en once columnas paralelas, estaban los 19 buques tanque y los 38 cargueros del convoy HX-233, un blanco irresistible; Bruns decidió arriesgarse a un ataque. Cuando el U-175 inició su ascensión desde las profundidades del océano, el Spencer pasó justamente por encima de él, y el sonar del guardacostas detectó al submarino.
El comandante del Spencer Harold S. Berdine, ordenó el lanzamiento inmediato de once cargas de profundidad ajustadas para estallar bajo el agua a 15 y 30 metros. Luego, ansioso por neutralizar al submarino antes de la llegada del convoy, Berdine liberó once cargas más. El furioso asalto funcionó: las bombas de aire del U-175 y los controles de inmersión resultaron dañados, y Bruns no tuvo otra elección que llevar su dañado submarino a la superficie. Cuando la vela del U-175 se alzó por encima de las aguas a milla y media del guardacostas, los barcos del convoy y el guardacostas USS Duane abrieron fuego. Todo terminó en unos pocos momentos. El capitán Bruns y doce miembros de su tripulación murieron en la cubierta. Los restantes 41 miembros sobrevivieron. El U-175 se hundió hasta el fondo, en las coordenadas 47.53N, 22.04W.

## En el Atlántico Sur
Las primeras aproximaciones de submarinos del Eje a las costas de Brasil se dieron en 1942. El U-507, del tipo IX C (comandante: Harro Schatch) fue enviado a las costas de Brasil, logrando hundir 5 mercantes de ese país en la noche del 21-22 de agosto, frente a las costas de Sergipe, con la pérdida de 607 de sus tripulantes. 
El día 22 de agosto, Brasil declaraba la guerra a Alemania. La Armada del Brasil dispuso en el mar una fuerza de 7 000 hombres, de los cuales fallecerían 500 (7 %). Su principal tarea fue proteger mercantes en la ruta Florianopolis-Trinidad; notablemente, de 3164 mercantes escoltados, solamente 3 barcos fueron hundidos por los U-boat atacantes. La Armada del Brasil realizaría 66 ataques sobre los mismos, aunque sin lograr resultados. Unos 16 U-boat serían hundidos en el Atlántico Sur, aunque ninguno por unidades brasileñas.